# Aphantophryne sabini
Aphantophryne sabini är en groddjursart som beskrevs av Richard G. Zweifel och Parker 1989. Aphantophryne sabini ingår i släktet Aphantophryne och familjen Microhylidae. IUCN kategoriserar arten globalt som otillräckligt studerad. Inga underarter finns listade i Catalogue of Life.